# Église presbytérienne du Canada
L'Église presbytérienne du Canada (en anglais : The Presbyterian Church in Canada) est une Église protestante canadienne. Elle compte plus de 400 000 fidèles au pays. Issue de la Réforme, elle est membre de la Communion mondiale d'Églises réformées. 
Elle tire en partie ses origines du régiment du 78e Frasers Highlanders, qui est venu à la suite de la Conquête britannique de la Nouvelle-France. Elle s'est surtout implantée en Nouvelle-Écosse et a fondé un collège de théologie à Montréal. En 1925, une partie de ses membres s'est jointe à l'Église unie du Canada.
L'Église presbytérienne du Canada entretient des relations œcuméniques par le biais du Conseil œcuménique des Églises. Fondatrice de plusieurs missions en Afrique et en Asie, elle édite en outre le Presbyterian Record.